# L.A. Guns (àlbum)
L.A. Guns és el nom del primer disc oficial del grup de hard rock californià, L.A. Guns. Amb més de cinc cents mil exemplars venuts va rebre un disc d'or als Estats Units d'Amèrica. Va quedar 33 setmanes a la llista Billboard 200 a la qual va pujar fins al lloc número 50 l'abril de 1988.
El bateria Nickey «Beat» Alexander és el que toca en aquest disc, però va deixar el grup abans de la sortida del disc. Va ser substituït per Steve Riley, que és a la fotografia de l'àlbum i a la llista dels membres de la banda. Un gran nombre de cançons van ser escrites pel cantant Paul Black.
Aquest àlbum ha tingut diversos noves versions, incloent-hi el «Hollywood Tease» (anteriorment fet pel cantant Phil Lewis, antic membre del grup Girl), i «Shoot For Thrills» (anteriorment fet pel baixista Kelly Nickels, antic membre del grup Sweet Pain).
El grup Tormé, amb qui Phil Lewis va cantat abans L.A. Guns, ja havia gravat anteriorment una cançó «Sex Action», però hi ha dues cançons diferents amb el mateix títol.

## Cançons
1. «No Mercy»
2. «Sex Action»
3. «One More Reason»
4. «Electric Gypsy»
5. «Nothing To Lose»
6. «Bitch Is Back»
7. «Cry No More»
8. «One Way Ticket»
9. «Hollywood Tease» (Girl Cover)
10. «Shoot For Thrills» (Sweet Pain Cover)
11. «Down In The City»
12. «Winter's Fool» (Japan bonus track)

## Músics
- Phil Lewis: veus
- Tracii Guns: guitarra
- Mick Cripps: buitarra
- Kelly Nickels: baix
- Nickey "Beat" Alexander: bateria